# Nicole Garcia
Nicole Garcia (ur. 22 kwietnia 1946 w Oranie) – francuska aktorka, reżyserka i scenarzystka filmowa.

## Życiorys
Dzieciństwo spędziła w algierskim Oranie, a do Francji przyjechała w kwietniu 1962 roku. Uczęszczała na zajęcia z filozofii i aktorstwa, po czym studiowała w paryskim Conservatoire national supérieur d’art dramatique. Karierę aktorską rozpoczęła w połowie lat 60. XX w. Wystąpiła w blisko stu filmach i serialach telewizyjnych. Była wielokrotnie nominowana do nagrody Cezara. Statuetkę zdobyła za rolę drugoplanową w filmie Kobieciarz (1979) Philippe'a de Broki.
W 1990 roku debiutowała jako reżyserka filmem Co drugi weekend. Od tamtego czasu nakręciła łącznie 9 filmów fabularnych, m.in. Ulubiony syn (1994), Plac Vendome (1998), Przeciwnik (2002), Sekrety Charliego (2006), Z innego świata (2016) i Kochankowie (2020).
Garcia zasiadała w jury konkursu głównego na 53. MFF w Cannes (2000) oraz na 75. MFF w Wenecji (2018), a także w jury sekcji „Cinéfondation” na 57. MFF w Cannes (2004). Przewodniczyła obradom jury Złotej Kamery dla debiutów reżyserskich na 67. MFF w Cannes (2014).
Ma dwóch synów: Frederika i Pierre'a. Drugi z nich wybrał karierę aktorską, a jego ojcem jest również znany aktor Jean Rochefort.